# Father Brown (televisieserie)
Father Brown is de tweede Britse detective-serie gebaseerd op de Britse detectiveverhalen over Father Brown van Gilbert Keith Chesterton. Deze serie speelt zich af in het fictieve West-Engelse plattelandsdorpje Kembleford in het begin van de jaren 50. Brown is een mollige pastoor van middelbare leeftijd die door zijn scherpe blik en heldere geest misdaden oplost. Dat wordt hem niet altijd in dank afgenomen door de lokale politie.

## Filmlocaties
De tv-serie werd opgenomen in de noordelijke helft van de Cotswolds, een landelijk gebied in Engeland met pittoreske dorpjes. De kerk en pastorie van Father Brown staat in het dorpje Blockley.

## Rolverdeling

### Huidige cast
Father BrownFather Brown (Mark Williams) is de rooms-katholieke pastoor van Kembleford. Father Brown is een man van middelbare leeftijd met een goede conditie, aangezien hij vrijwel alles op de fiets doet. Op het eerste gezicht komt hij over als een warrig type. Zijn schijnbaar onschuldige karakter en speelse humor verbergen zijn intelligentie. Hij is een uitstekend detective en is er om mensen te helpen, niet te beoordelen. Bovendien staat hij altijd open voor het onbekende; zelf een erudiet man is hij altijd geïnteresseerd in zaken waar hij nog weinig van weet: van Voodoo tot alternatieve geneeswijzen. Ook houdt hij van de goede dingen des levens: lekker eten, gebak, een goede fles wijn.
Mrs Bridget McCarthyMrs McCarthy (Sorcha Cusack) is de hulp en secretaresse van de parochie. Ook zij is van middelbare leeftijd. Ze is dol op roddelen, ook al zal ze dat nooit toegeven; door haar geroddel echter kan zij Father Brown vaak vitale informatie geven over de betrokkenen bij een moordzaak. Zij zorgt ook voor de persoonlijke gezondheid van Father Brown, wiens bourgondische karakter en dienovereenkomstige corpulentie haar vaak zorgen baart. Ze is erg keurig van aard en ziet met lede ogen toe hoe Father Brown zich telkens weer bemoeit met de begane misdaden; ze is altijd bang dat hem iets zal overkomen. Toch helpt ze hem wel als ze erbij betrokken raakt.
Lady Felicia MontagueLady Felicia (Nancy Carroll) is een rijke, aristocratische vrouw die uit verveeldheid zelf de spanning opzoekt. Haar man zit de gehele serie om onbekende reden in het buitenland en daardoor deelt ze vaak de lakens met andere mannen, dit tot afkeuring van Mrs McCarthy, met wie zij dan ook regelmatig kibbelpartijtjes heeft. Om aan de verveling te ontsnappen, helpt ze bij de onderzoeken van Father Brown. Vaak is zij de eerste die een slachtoffer dood aantreft en dat laat ze weten door hard te gillen tot anderen komen om haar te kalmeren. Vaak blijkt dat zij, als het er op aan komt, een goed hart heeft en niet gierig is.
Sid CarterSid (Alex Price) is de persoonlijke chauffeur van Lady Felicia. Dit is zijn enige eerlijke baan. Hij gokt, is een rokkenjager en handelt op de zwarte markt. Dit brengt hem vaak in problemen met de politie. Ook hij helpt Father Brown en probeert hem te beschermen wanneer die zichzelf in moeilijkheden heeft gebracht. Father Brown probeert Sid op het rechte pad te brengen en te houden. Zij zijn goede vrienden en drinken regelmatig samen een biertje.
Inspector Gerry MalloryInspecteur Mallory (Jack Deam) verving in het vierde seizoen inspecteur Sullivan. Evenals zijn twee voorgangers stelt hij de hulp van Father Brown, die hij minachtend "Padre" noemt, niet op prijs.
Hercule FlambeauFlambeau (John Light) is een meesterdief en -oplichter die regelmatig met Father Brown in aanraking komt. Flambeau toont nooit berouw of spijt, iets wat Father Brown niet kan en wil geloven. Toch hebben ze een goede onderlinge verstandhouding en helpen ze elkaar als dat nodig is. Tegelijkertijd proberen ze elkaar ook regelmatig te slim af te zijn, wat voor beiden enkele keren lukt. In seizoen 1 wordt duidelijk dat Flambeau uit Frankrijk komt en in drie landen gezocht wordt. Door vermommingen en handlangers weet hij steeds te ontkomen aan de politie.
Sergeant GoodfellowSergeant Goodfellow (John Burton) is de trouwe politieagent die eerst inspecteur Sullivan en later inspecteur Mallory (en vanaf seizoen 10 opnieuw inspecteur Sullivan) vergezelt en bijstaat. Goodfellow is katholiek, en zo krijgt Father Brown veel van 'm gedaan. In de eerste seizoenen lijkt Goodfellow niet al te snugger, maar gaandeweg blijkt hij toch meer in zijn mars te hebben. In de laatste aflevering van seizoen 10 slaagt hij zelfs met lof voor zijn inspecteursexamen.
Penelope WindermerePenelope, ook wel Bunty (Emer Kenny) is de nicht van Lady Felicia. Zij is een stoute jongedame die regelmatig het bed induikt met (getrouwde) mannen, net als Lady Felicia. Bunty wordt regelmatig van moord beschuldigd doordat ze zich volgens de pastoor op de verkeerde manier met moordzaken bemoeit. Bunty heeft over het algemeen een aardig en lief karakter.

### Vertrokken cast
Inspecteur SullivanInspecteur Sullivan (Tom Chambers) was de opvolger van inspecteur Valentine. Sullivan is een jonge inspecteur uit de grote stad. Het bevalt hem niks om te moeten werken op het Engelse platteland en hij verlangt terug naar de stad. Hij heeft een kort lontje en stelt de bemoeienis van Father Brown nooit op prijs. Ook als Father Brown een zaak oplost, kan er in de meeste gevallen geen bedankje van af. Hij sluit de priester of anderen zonder problemen op in de cel als ze hem in de weg lopen. Nadat Father Brown hem in de slotaflevering van seizoen 3 uit een nijpende situatie redt, is hij aan het begin van seizoen 4 om onduidelijke reden vertrokken uit Kembleford. In seizoen 7 en seizoen 8 keert hij twee keer terug naar Kembleford om een zaak te onderzoeken en dan blijkt dat hij Father Brown in de tussentijd is gaan waarderen, want beide keren vraagt hij Father Brown om hem te helpen bij zijn onderzoek.
Inspecteur ValentineInspecteur Valentine (Hugo Speer) was in seizoen 1 en de eerste aflevering van seizoen 2 de inspecteur van Kembleford. Een ruw uitziende inspecteur, met sigaret en scheve stropdas. Hij stelt de bemoeienis van Father Brown niet op prijs, maar waardeert hem wel stiekem. Dit laat hij tot zijn laatste optreden niet blijken. Hij is wat makkelijker in de omgang en vriendelijker naar mensen dan zijn opvolger Sullivan. In de eerste aflevering van seizoen 2 vertelt hij dat hij promotie heeft gekregen en bij Scotland Yard in Londen gaat werken. In seizoen 8 keert hij eenmalig terug en gaat hij zeer vriendschappelijk om met Father Brown, die hem helpt bij zijn onderzoek.
Susie JasinskiSusie (Kasia Koleczek) was de huishoudster van de parochie. Ze was van Poolse afkomst en woonde ook in het Poolse opvangkamp achter het dorp. Na seizoen 1 verdween ze.
Sergeant AlbrightSergeant Albright (Keith Osborn) was politieagent in Kembleford. Zijn rol was vergelijkbaar met die van sergeant Goodfellow.